# Liste der Kulturdenkmale in Kleinpestitz
Die Liste der Kulturdenkmale in Kleinpestitz umfasst sämtliche Kulturdenkmale der Dresdner Gemarkung Kleinpestitz. 

## Legende
- Bild: Bild des Kulturdenkmals, ggf. zusätzlich mit einem Link zu weiteren Fotos des Kulturdenkmals im Medienarchiv Wikimedia Commons. Wenn man auf das Kamerasymbol klickt, können Fotos zu Kulturdenkmalen aus dieser Liste hochgeladen werden:
- Bezeichnung: Denkmalgeschützte Objekte und ggf. Bauwerksname des Kulturdenkmals
- Lage: Straßenname und Hausnummer oder Flurstücknummer des Kulturdenkmals. Die Grundsortierung der Liste erfolgt nach dieser Adresse. Der Link (Karte) führt zu verschiedenen Kartendiensten mit der Position des Kulturdenkmals. Fehlt dieser Link, wurden die Koordinaten noch nicht eingetragen. Sind diese bekannt, können sie über ein Tool mit einer Kartenansicht einfach nachgetragen werden. In dieser Kartenansicht sind Kulturdenkmale ohne Koordinaten mit einem roten bzw. orangen Marker dargestellt und können durch Verschieben auf die richtige Position in der Karte mit Koordinaten versehen werden. Kulturdenkmale ohne Bild sind an einem blauen bzw. roten Marker erkennbar.
- Datierung: Baubeginn, Fertigstellung, Datum der Erstnennung oder grobe zeitliche Einordnung entsprechend des Eintrags in der sächsischen Denkmaldatenbank
- Beschreibung: Kurzcharakteristik des Kulturdenkmals entsprechend des Eintrags in der sächsischen Denkmaldatenbank, ggf. ergänzt durch die dort nur selten veröffentlichten Erfassungstexte oder zusätzliche Informationen
- ID: Vom Landesamt für Denkmalpflege Sachsen vergebene, das Kulturdenkmal eindeutig identifizierende Objekt-Nummer. Der Link führt zum PDF-Denkmaldokument des Landesamtes für Denkmalpflege Sachsen. Bei ehemaligen Kulturdenkmalen können die Objektnummern unbekannt sein und deshalb fehlen bzw. die Links von aus der Datenbank entfernten Objektnummern ins Leere führen. Ein ggf. vorhandenes Icon  führt zu den Angaben des Kulturdenkmals bei Wikidata.

## Liste der Kulturdenkmale in Kleinpestitz
| Bild           | Bezeichnung                                                                                | Lage                                     | Datierung                         | Beschreibung | ID       |
| -------------- | ------------------------------------------------------------------------------------------ | ---------------------------------------- | --------------------------------- | --- | -------- |
|                | Wegesäule                                                                                  | Altpestitz (Karte)                       | 1. H. 19. Jh. (Wegestein)         | Schaft mit eigenwilliger Kopfgestaltung und Inschrift, Sandstein, ortsgeschichtlich bedeutend | 09301595 |
|                | Wohnstallhaus, Seitengebäude, Fachwerkschuppen und Torbogen eines ehemaligen Vierseithofes | Altpestitz 1a; 1l; 1m; 1n; 1o; 1 (Karte) | bezeichnet 1777 (Torbogen)        | charakteristisches ländliches Anwesen um 1800, bemerkenswert das Wohnstallhaus mit maßstäblichen Fensteröffnungen und gewölbetem Stall sowie der Torbogen mit Scheitelstein und Datierung (1777), bau- und sozialgeschichtlich von Wert sowie landschaftsgestalterisch bzw. städtebaulich bedeutend                                                                         | 09211965 |
|                | Wohnstallhaus, Seitengebäude, Scheune und Torbogen eines Dreiseithofes                     | Altpestitz 3 (Karte)                     | 2. Hälfte 18. Jh. (Wohnstallhaus) | charakteristisches ländliches Anwesen des 18. und 19. Jahrhunderts, bau- und siedlungsgeschichtlich von Wert sowie landschaftsgestalterisch bedeutend | 09211967 |
|                | Wohnstallhaus, Seitengebäude und Torbogen eines ehem. Dreiseithofes                        | Altpestitz 5 (Karte)                     | bezeichnet 1776 (Toreinfahrt)     | Palitzsch-Gut; bedeutsames ländliches Anwesen, weithin sichtbar das Wohnstallhaus mit Fachwerkobergeschoss und Steildach, baugeschichtlich und siedlungsgeschichtlich bedeutend sowie landschaftsgestalterisch von Wert | 09211968 |
|                | Wohnhaus in offener Bebauung                                                               | Altpestitz 7 (Karte)                     | 1. H. 19. Jh. (Wohnhaus)          | charakteristisches ländliches Gebäude mit Fachwerkobergeschoss, bau- und siedlungsgeschichtlich bedeutend | 09211969 |
|                | Moreau-Schänke: Gasthaus                                                                   | Eigenheimstraße 1 (Karte)                | 2. H. 18. Jh. (Gasthaus)          | markantes Gebäude mit Fachwerkobergeschoss und Satteldach, nimmt Bezug auf die historischen Ereignisse von 1813, bau-, landes- und siedlungsgeschichtlich von Wert sowie landschaftsgestalterisch bedeutend benannt nach Jean-Victor Moreau | 09211966 |
|                | Wohnhaus, Seitengebäude und Scheune                                                        | Münzmeisterstraße 44 (Karte)             | um 1730 (Wohnhaus)                | bemerkenswertes ländliches Anwesen von baugeschichtlichem Wert, als einheitlich gestaltetes Fachwerkensemble mit lokalem Seltenheitswert, zudem ortsgeschichtlich und sozialgeschichtlich bedeutend | 09211964 |
| Weitere Bilder | Wegestein                                                                                  | Possendorfer Straße (Karte)              | Mitte 19. Jh. (Wegestein)         | Sandsteinstele, flach abgerundeter Abschluss, zwei markante Inschriftfelder, dazu Richtungsweiser, ortsgeschichtlich bedeutend | 09302604 |
| Weitere Bilder | Landhaus Hessel: Villa mit Einfriedung und Garten                                          | Südhöhe 85 (Karte)                       | 1933–1934 (Villa)                 | zweigeschossiger Wohnbau mit hervorgehobenem Eingangsbereich, Gebäude der 1930er Jahre zwischen monumentaler Moderne und Traditionalismus, vermutlich nach einem Entwurf von Wilhelm Kreis entstanden, baugeschichtlich, kunsthistorisch und künstlerisch bedeutend | 09213044 |
|                | Liepschs Ruh: Aussichtsplateau bzw. Belvedere                                              | Westendring (Karte)                      | 1936 (Aussichtsplatz)             | massiver Bau über annähernd rundem Grundriss mit Plateau und seitlichem Treppenaufgang, als Beginn eines Promenadenweges errichtet, dokumentiert einen Teil des Baugeschehens der 1930er Jahre, möglicherweise typische Arbeitsbeschaffungsmaßnahme jener Zeit (vgl. mit der zeitgleich durchgeführten Elbufergestaltung), baugeschichtlich und ortsgeschichtlich bedeutend | 09210372 |